# Melinda Dillon
Melinda Rose Dillon (Hope (Arkansas), 13 oktober 1939 – Los Angeles, 9 januari 2023) was een Amerikaans actrice. Zij werd in 1978 genomineerd voor een Academy Award voor haar bijrol als Jillian Guiler in Close Encounters of the Third Kind en nogmaals in 1982 voor die als Teresa in Absence of Malice. In 1977 werd ze al genomineerd voor de Golden Globe voor het beste filmdebuut, voor het spelen van Woody Guthries vrouw Mary in Bound for Glory.
Dillon debuteerde in 1969 officieel op het witte doek in het Spaans-Amerikaanse Un hombre solo. Sindsdien speelde ze meer dan twintig filmrollen, meer dan veertig inclusief die in televisiefilms. Televisieseries nemen een bescheidener ruimte in op Dillons vitae. Hoewel ze in ruim vijftien verschillende titels verscheen, speelde ze zelden hetzelfde personage in meer dan één aflevering daarvan.
Dillon trouwde in 1963 met acteur Richard Libertini, met wie ze één zoon kreeg. Hun huwelijk liep in 1978 stuk.
Ze werd 83 jaar oud.

## Filmografie
*Exclusief vijftien televisiefilms
| - Reign Over Me (2007) - Adam & Steve (2005) - Debating Robert Lee (2004) - Cowboy Up (2000) - Magnolia (1999) - The Effects of Magic (1998) - Entertaining Angels: The Dorothy Day Story (1996) - How to Make an American Quilt (1995) - To Wong Foo Thanks for Everything, Julie Newmar (1995) - Sioux City (1994) - The Prince of Tides (1991) - Captain America (1990) - Spontaneous Combustion (1990) | - Staying Together (1989) - Harry and the Hendersons (1987) - Songwriter (1984) - A Christmas Story (1983) - Right of Way (1983, televisiefilm) - Absence of Malice (1981) - F.I.S.T (1978) - Close Encounters of the Third Kind (1977) - Slap Shot (1977) - Enigma (1977) - Bound for Glory (1976) - The April Fools (1969) - Un hombre solo (1969) |

- Bibsys: 9014465
- Biblioteca Nacional de España: XX1094742
- Bibliothèque nationale de France: cb140532690 (data)
- Gemeinsame Normdatei: 173489869
- International Standard Name Identifier: 0000 0001 2129 136X
- Library of Congress Control Number: no00047432
- MusicBrainz: ea898029-4f27-4dbb-9098-20737958e067
- Nationale Bibliotheek van Tsjechië: xx0152981
- Nationale Bibliotheek van Israël: 987007434408805171
- Nationale Bibliotheek van Polen: a0000001256069
- Nederlandse Thesaurus van Auteursnamen: 073360937
- SNAC: w6xt9jcf
- Système universitaire de documentation: 060337842
- Virtual International Authority File: 39579685
- WorldCat: E39PBJvmHtkwv7FVp3JbRFyDbd